# Balázs András (katolikus pap)
Balázs András (Kászonimpér, 1869. november 18. – Székesfehérvár, 1956. január 25.) erdélyi magyar római katolikus lelkész, jogtörténész.

## Életpályája
Szülei: Balázs Sándor és Bándi Valéria voltak. Középiskoláját Csíksomlyón végezte el. Teológiai doktorátust a bécsi Pázmáneumban szerzett. 1892-ben pappá szentelték. Brassóban tanár, majd Kolozsváron az Erdélyi Római Katolikus Státus és egyben a Báthory-Apor szeminárium igazgatója volt. 1903–1917 között Torda főesperes-plébánosa volt. 1917-től Gyulafehérváron volt kanonok. 1920–1937 között az Erdélyi Római Katolikus Státus előadója volt. 1927-ben az ún. konkordátum-tárgyalásokon ő képviselte a katolikus magyarság érdekeit. 1930-tól pápai prelátus volt. 1932-ben Gyárfás Elemérrel, Rómában folytatott tárgyalások eredményeként biztosította a státus további működését. 1937-ben nyugdíjba vonult.
Előadóként fejtette ki tevékenységét jogtörténeti és iskolavédelmi vonatkozásban.

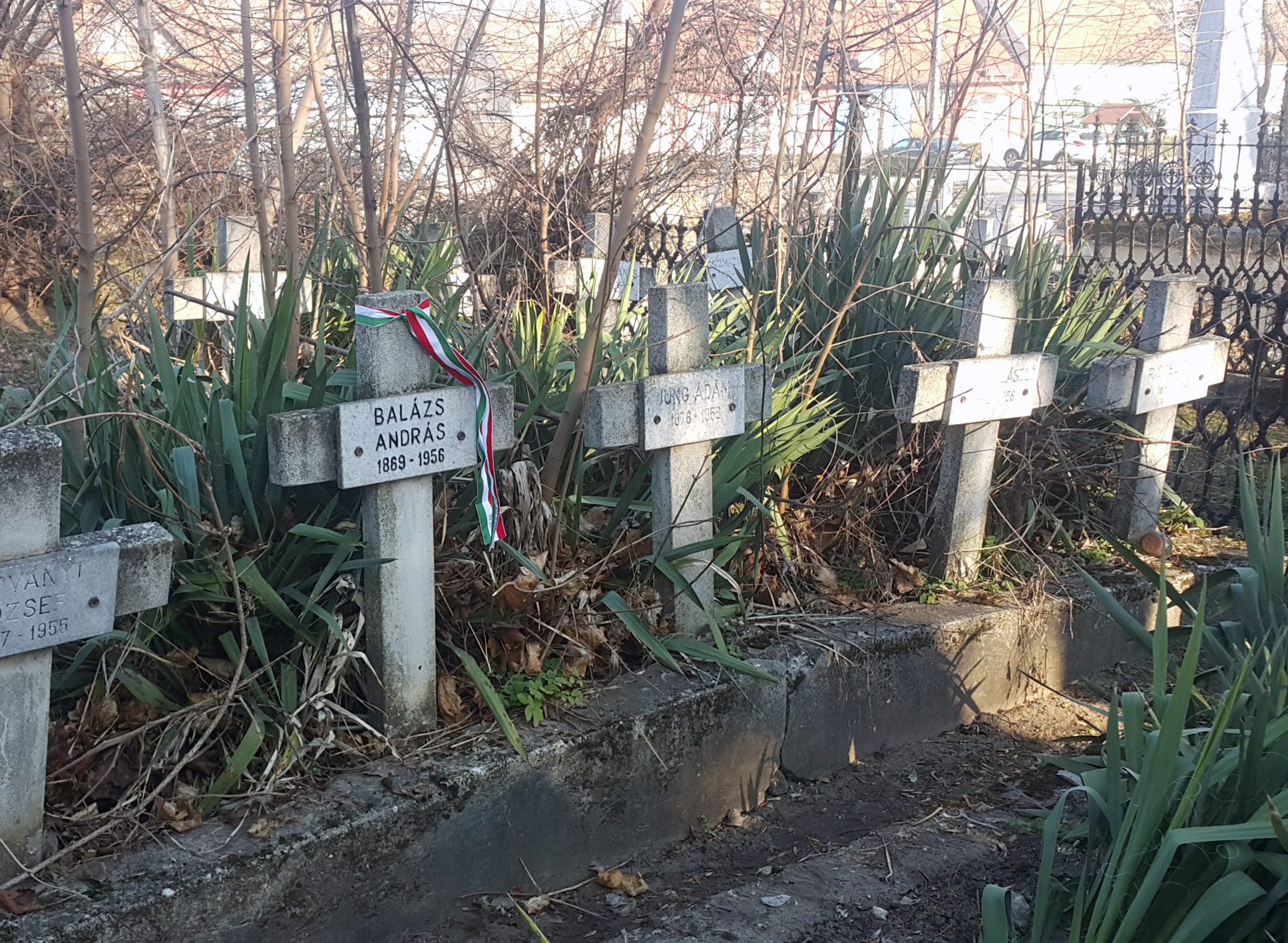
Balázs András sírja a székesfekérvári Hosszú temetőben.

## Művei
- Ünnepi beszéd (Torda, 1907)
- Beszélgetés egy törekvővel (Székelyudvarhely, 1925)
- A román uralom évei: 1919–1925 (Dicsőszentmárton, 1925)
- Az erdélyi katolicizmus múltja és jelene (Dicsőszentmárton, 1925)
- A hitélet fejlesztése és az autonómia jelentősége (Kolozsvár, 1927)
- Adatok az erdélyi kisebbségek iskolavédelmi küzdelmeihez. 1919–1929. (Kolozsvár, 1929)
- Gyakorlati útmutató az iskolaszövetkezetek népiskolákban szervezéséhez (Kolozsvár, 1939; új kiadás: 1943)
- Szövetkezeti jövő. Színdarabok az iskolaszövetkezeti tanulóifjúság részére (Kolozsvár, 1942)
- A szabadságharc költője (Kolozsvár, 1943)
- Az Erdélyi Római Katolikus Státus fontosabb jogtörténeti okmányai

## Díjai
- Corvin-koszorú (1940)